# Paul Cohen (Saxophonist)
Paul Cohen (* im 20. Jahrhundert) ist ein US-amerikanischer Saxophonist, Arrangeur, Musikwissenschaftler und -pädagoge.

## Leben
Cohen studierte bei Galan Kral, Joe Allard und Sigurd Rascher an der Manhattan School of Music, wo er seit 1980 unterrichtet. Außerdem unterrichtet er an der Rutgers University, am Queens College und an der New York University. Er veröffentlicht seit 1985 im Saxophone Journal die Kolumne Vintage Saxophones Revisited und veröffentlichte dort und in Fachzeitschriften wie Instrumentalist, CBDNA Notes, Clarinet and Saxophone Society Magazine of Great Britain, The Grainger Society Journal und Saxophone Symposium mehr als 100 Artikel zur Geschichte des Saxophons und Saxophonliteratur.
Seine musikwissenschaftliche Arbeit führte Cohen zur Wiederentdeckung vergessener Saxophonwerke von Charles Martin Loeffler, Caryl Florio und Ingolf Dahl, und er führte wenig bekannte Kammermusikwerke von Percy Grainger, Leo Ornstein, John Philip Sousa, Henry Cowell und Elie Siegmeister auf. Als Arrangeur veröffentlichte er das The Renaissance Book, eine Sammlung von Bearbeitungen von Liedern und Tänzen der Renaissance für Saxophonquartett. Ebenfalls für Saxophonquartett arrangierte er Aaron Coplands Four Piano Blues, Simple Gifts und Our Town, für Saxophonchor Variations on America von Charles Ives und When Jesus Wept von William Billings.
Als Solist trat Cohen mit namhaften amerikanischen Orchestern auf, darunter dem San Francisco Symphony, New Jersey Symphony, Richmond Symphony, Charleston Symphony, mit der Philharmonia Virtuosi und dem Manhtattan Chamber Orchestra, dem New York Philharmonic, dem Orchester der Metropolitan Opera, dem American Symphony Orchestra und dem Cleveland Orchestra. Er nahm drei Alben mit den Cleveland Symphonic Winds unter Leitung von Frederick Fennell und eine CD mit Werken von Heitor Villa-Lobos mit dem Quintet of the Americas auf. Weitere Aufnahmen entstanden u. a. mit der Saxophone Sinfonia, den New York Solisti, dem Paul Winter Consort, dem Ensemble North-South Consonance und der New Sousa Band. Unter anderem nahm er Werke für Saxophon und Orchester von Bernhard Heiden, Alec Wilder und Sabine Pautza und ein Solowerk von Robert Martin auf. Mit dem von ihm gegründeten und geleiteten New Hudson Quartet spielte er Werke von Calvin Hampton und Nicolas Flagello und nahm zwei CDs auf.